# Маяк Гус-Рокс
Маяк Гус-Рокс (англ. Goose Rocks Light) — маяк, расположенный недалеко от города Норт-Хейвен в заливе Пенобскот, округ Нокс, штат Мэн, США. Построен в 1890 году. Автоматизирован в 1963 году.

## Местоположение
Город Норт-Хейвен занимает одноимённый остров в южной части залива Пенобскот. Побережье острова сильно изрезано, на острове много глубоких узких бухт и заливов, а перед ними — множество мелких островков и скал. Маяк Гус-Рокс находится на пути из Норт-Хейвена в Вайналхейвен, город на соседнем острове. Он предупреждает об опасности, поскольку скалы рядом с ним практически не видны из-под воды даже во время штиля. Подобные одиноко стоящие среди толщи воды маяки называют «маяки-свечки» (англ. sparkplug lighthouse), поскольку по форме они напоминают автомобильную свечу зажигания.

## История
Конгресс США выделил средства на строительство маяка Гус-Рокс 2 октября 1888 года, но его строительство началось только 7 мая 1890 года. Конкурс на проведение строительства выиграл Томас Дуайер, также построивший маяк Лубек-Канала и маяк Спринг-Пойнт по аналогичным проектам. Завершилось строительство 14 ноября 1890 года, а официально открыли маяк накануне Нового года. Он представляет собой коническую чугунную конструкцию на бетонном основании, которая является одновременно и маяком, и домом смотрителя. Маяк был автоматизирован Береговой охраной США в 1963 году.
В 1988 году он был включён в Национальный реестр исторических мест.
В 2006 году здание маяка было передано некоммерческой организации Общество Сохранения Маяков. Сам маяк при этом продолжает работать и обслуживается Береговой охраной США. В настоящее время он работает на солнечной энергии.

## Фотографии

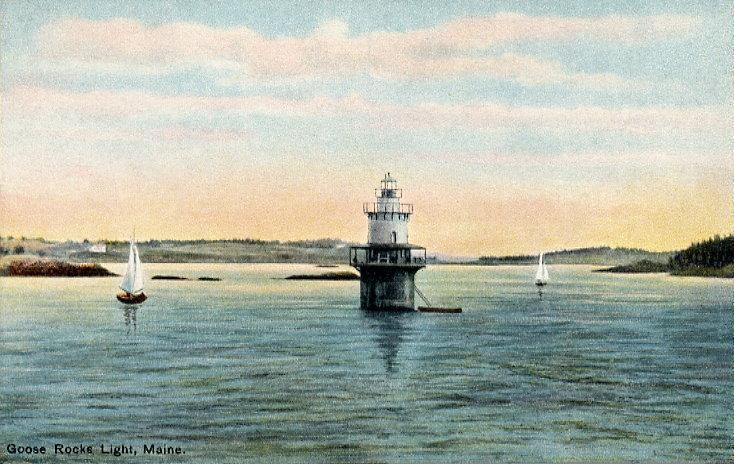
Открытка 1908 года